# Липецкий городской Совет депутатов
Ли́пецкий городско́й Сове́т депута́тов — представительный орган местного самоуправления на территории города Липецка. 
Прежние названия: Липецкий городской Совет рабочих, крестьянских и красноармейских депутатов (1922—1936), Липецкий городской Совет трудящихся (1936—1977), Липецкий городской Совет народных депутатов (1977—1993), Липецкое городское Собрание представителей (1994—1996).
Совет состоит из 36 депутатов, избираемых на основе всеобщего равного и прямого избирательного права при тайном голосовании сроком на 5 лет и считается правомочным, если в его состав избрано не менее 2/3 от установленного числа депутатов (24 депутата). 
Председатель Совета — Александр Афанасьев (с 2020 года).

## История
В июне 1922 года по распоряжению Тамбовского губернского Совета рабочих, крестьянских и красноармейских депутатов была создана комиссия по подготовке выборов в Липецкий городской Совет. Выборы состоялись 22 октября того же года и на них было избрано 50 депутатов. 28 из них через три дня приняли участие в учредительном заседании Совета. На нём первым председателем Совета был выбран Я. Ф. Янкин (он же — председатель Липецкого уездного исполкома).
На протяжении 68 лет (вплоть до 1990 года) городской Совет, количество депутатов которого в отдельные годы достигало нескольких сотен человек, на своих заседаниях и сессиях, проводимых раз в несколько месяцев, формировал исполнительный комитет (горисполком), работавший на постоянной основе в качестве главного исполнительного органа города. Главенствующим же политическим органом в Липецке оставался городской комитет (горком) КПСС.
После отмены в марте 1990 года 6-й статьи Конституции СССР о руководящей роли КПСС в обществе политическое влияние компартии в стране начало неуклонно снижаться. Главенствующую руководящую роль заняли Съезд народных депутатов СССР и Верховный Совет СССР. Подобные процессы были характерны и для регионов страны, где на первый план вышли местные Советы. В Липецке председателем городского Совета народных депутатов стал первый секретарь горкома В. И. Бородин. В декабре 1991 года Липецкий горисполком был преобразован в администрацию города Липецка: Указом Президента от 18.12.1991 № 287 назначен глава администрации Савенков.
В сентябре 1993 года по указу президента Российской Федерации № 1400 Советы были упразднены. Прекратил свою работу и Липецкий городской Совет. В следующем году он возобновил свою работу как Липецкое городское Собрание представителей, в 1996 переименованное в Липецкий городской Совет депутатов.

## Руководители

### Председатели Липецкого горисполкома
- фото здания городского совета 1922—1923 — Яков Фёдорович Янкин

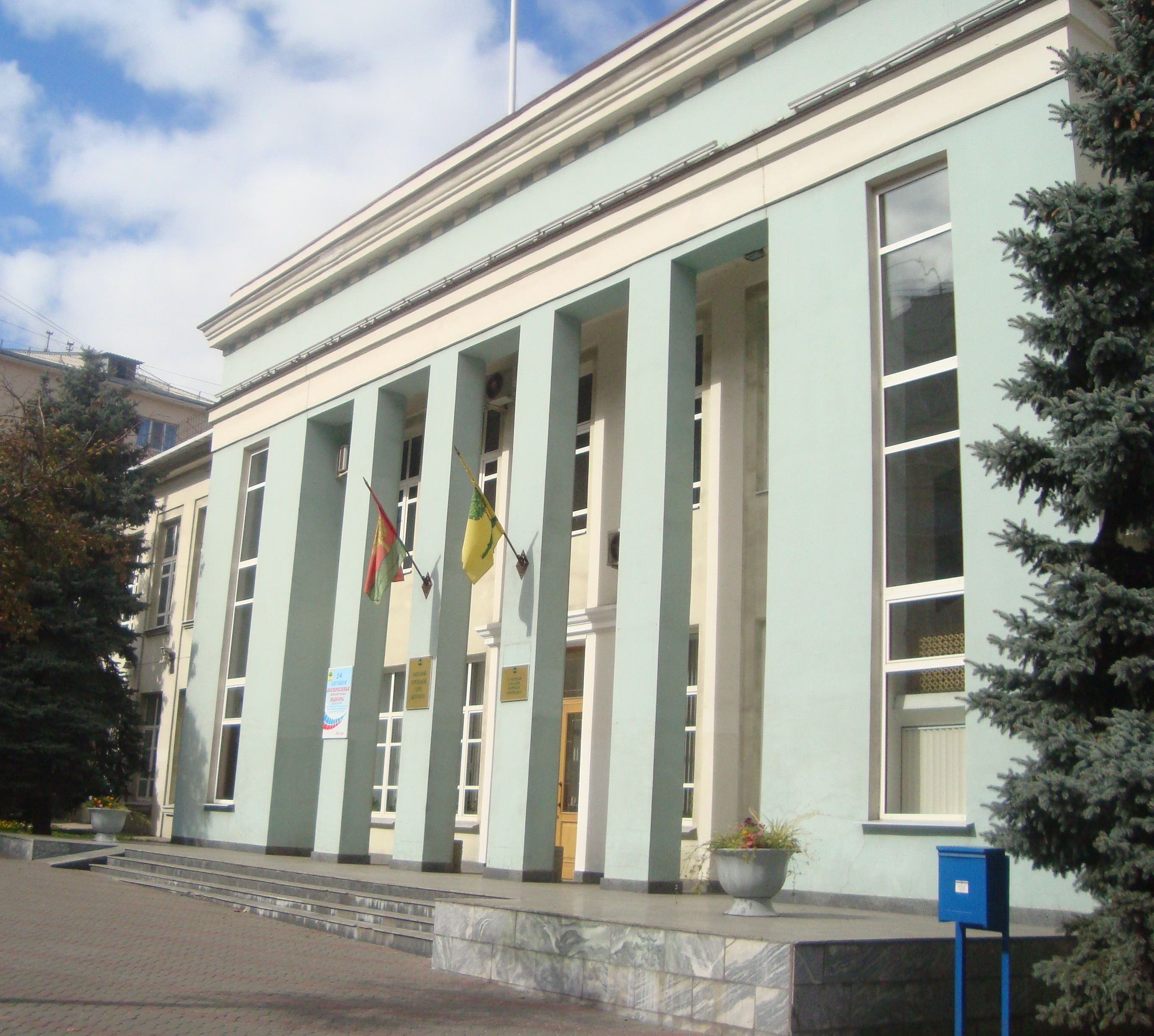
фото здания городского совета

- 1923—1924 — Михаил Семёнович Авксентьев
- 1925—1927 — Иван Рафаилович Радецкий
- 1928 — Алексей Петрович Бабкин
- 1929 — Леонид Степанович Грибанов
- 1929—1931 — Антон Евдокимович Губарев
- 1931—1932 — Михаил Андреевич Титов
- 1932—1933 — Никанор Тимофеевич Жеребцов
- 1933—1934 — Василий Васильевич Скуридин
- 1934—1935 — Ювиналий Павлович Щавинский
- 1935—1937 — Андрей Платонович Компаниец
- 1938—1939 — Иулиан Степанович Олефир
- 1940—1942 — Александр Васильевич Барабанщиков
- 1942—1943 — Иван Кузьмич Мазин
- 1943—1946 — Николай Александрович Кузьмичёв
- 1946—1948 — Михаил Моисеевич Коренев
- 1948—1949 — Михаил Фёдорович Ермолаев
- 1949—1950 — Василий Константинович Ушаков
- 1950—1955 — Михаил Фёдорович Ермолаев
- 1955—1958 — Андрей Иванович Портнихин
- 1958—1963 — Семён Андреевич Драгунов
- 1963—1967 — Андрей Никитич Никитин
- 1967—1979 — Николай Георгиевич Яхонтов
- 1979—1985 — Владимир Иванович Булахов
- 1985—1988 — Валерий Иванович Бородин
- 1988—1991 — Сергей Дмитриевич Зверев

В декабре 1991 горисполком преобразован в администрацию г. Липецка.

### Председатели городского Совета депутатов (1994—1996 — городского Собрания представителей)
- 1990—1991 — Валерий Иванович Бородин
- 1991—1993 — Сергей Иванович Степанов
- 1996—1998 — Александр Сергеевич Коробейников
- 1998—2002 — Михаил Владимирович Гулевский
- 2002—2010 — Валерий Иванович Синюц
- 2010—2011 — Александр Алексеевич Соколов
- 2011—2020 — Игорь Владимирович Тиньков
- с 2020 — Александр Михайлович Афанасьев

## Структура и форма работы
Основными формами работы Совета являются сессии и заседания постоянных комиссий. В структуру городского Совета входят председатель Совета, его заместители, постоянные комиссии и аппарат.

### Руководство Совета
- Председатель городского Совета — Александр Михайлович Афанасьев.
- Первый заместитель председателя городского Совета — Борис Владимирович Пономарёв.
- Заместители председателя городского Совета — Светлана Павловна Бессонова, Евгения Валерьевна Фрай.

### Постоянные комиссии Совета
- комиссия по бюджету и муниципальной собственности;
- комиссия по правовым вопросам, местному самоуправлению и депутатской этике;
- комиссия по жилищно-коммунальному хозяйству, градостроительству и землепользованию;
- комиссия по транспорту, дорожному хозяйству и благоустройству;
- комиссия по социальным вопросам, здравоохранению и экологии;
- комиссия по экономической и промышленной политике, развитию малого и среднего предпринимательства;
- комиссия по образованию, культуре, спорту и делам молодежи.

## Депутатские фракции
В Липецком городском Совете V созыва, сформированного по итогам выборов, прошедших 13 сентября 2020 года, представлены депутаты от двух политический партий:
- «Единая Россия» (34)
- «Справедливая Россия» (1)

В одном округе результаты выборов были отменены.